# Stavkirker i Norge
Dette er en liste over bevarede stavkirker i Norge, hvilket tæller 28 eksempler. Derudover er der Fantoft stavkirke, der er en rekonstruktion af den nedbrændte kirke, Vang Stavkirke, der er flyttet til Polen, samt to kirker, som blev bygget i 1600-tallet med inspiration fra stavkirkerne; Fåvang kirke og Vågå kirke. Derudover findes flere kopier og miniature-kirker, som ikke er medtaget på listen. Uvdal kirke fra 1893 er bygget i dragestil og andre stilelementer, men er ikke med på listen.
En stavkirke er en kirke bygget af træ med en bærende konstruktion af stave (stolper) som står på liggende svæller eller sylstokke og bærer stavlægder. De konstruktive led i væggen danner rammer med en udfyldning af stående planker eller tiler. Stavene har givet navn til kirketypen. Nu regnes stavkirkerne for at være blandt de vigtigste repræsentanter for europæisk middelalderarkitektur i træ og er repræsenteret ved Urnes stavkirke på UNESCOs verdensarvsliste.

## Udbredelse og tabte stavkirker
I middelalderen var det antageligt over 1.000 stavkirker i Norge, men de fleste forsvandt i perioden 1350-1650, sandsynligvis som følge af ændrede behov efter den sorte død og reformationen. I 1650 var der omkring 270 stavkirker tilbage i Norge, og over de næste omkring 100 år forsvandt 136 af disse. Omkring 1800 stod der fortsat 95 stavkirker, mens over 200 tidligere stavkirker fortsat var kendt med navn eller i skriftlige kilder (ifølge Lorentz Dietrichson). Fra 1850 til 1885 faldt 32 stavkirker, men siden 1885 er kun Fantoft stavkirke gået tabt.
Nogle stavkirker blev efter reformationen udvidet eller ombygget med laftekonstruktion. For eksempel blev Flesberg stavkirke udvidet til korskirke med korsarmene i laftet tømmer, mens skibet i Rømskog kirke blev bygget med stavkonstruktion erstattet af et skib i laftet tømmer. Hol gamle kirke var oprindelig i stavværk, men blev ombygget eller udvidet indtil der kun var få spor af stavbygningen tilbage. Vågå kirke omtales til dels som stavkirke, men er resultat af omfattende ombygning med genbrug af materialer fra den nedrevne stavkirke.
De eksisterende stavkirker er koncentreret om de øvre dale i Østlandet (Gudbrandsdalen, Numedal, Hallingdal, Valdres og Telemark) og de indre fjorde i Vestlandet. Undtaget er særlig de to stavkirker som er flyttet til Bergen og Oslo, og Grip stavkirke som ligger på en fraflyttet ø i havet. Et kort over de 322 stavkirker som var kendt i 1800 viser at der fandtes flest stavkirker i de tyndest befolkede områder, mens der for det meste var stenkirker i byerne, i bygderne (Østlandet og Trøndelag), langs kysten og i de største kirkesogne i fjordene i Vestlandet. Det var mest stavkirker i fjeldalene og skovbygderne, og i fiskevær på øerne og mindre fjordarme. For nogle sognekirker i sten var annekset opført som stavkirke. For eksempel er hovedkirken i Aurland (Vangen kirke) i sten, mens det er stavkirke i Undredal og det var sandsynligvis stavkirke i Flåm.

## Bevarede stavkirker

### Innlandet
| Kirke   | Billede | Kommune              | Byggeår          | Funktion       |
| Garmo   |         | Lom, nu på Maihaugen | 1157/58          | Museumskirke   |
| Hedalen |         | Sør-Aurdal           | 1150-1200        | Menighedskirke |
| Hegge   |         | Øystre Slidre        | Efter 1216       | Menighedskirke |
| Høre    |         | Vang                 | 1180             | Menighedskirke |
| Lom     |         | Lom                  | 1150-1200        | Menighedskirke |
| Lomen   |         | Vestre Slidre        | Træværk fra 1179 |                |
| Reinli  |         | Sør-Aurdal           | Efter 1326       | Menighedskirke |
| Ringebu |         | Ringebu              | 1220             | Menighedskirke |
| Øye     |         | Vang                 | Ca. 1200         | Menighedskirke |

I tillæg findes:
- Fåvang – nytolkning, genbrug
- Vang – flyttet til Riesengebirge, Polen i 1800-tallet
- Vågå – nytolkning, genbrug

### Møre og Romsdal
| Kirke   | Billede | Kommune      | Byggeår   | Funktion |
| Grip    |         | Kristiansund | 1450-1500 |          |
| Kvernes |         | Averøy       | 1633      |          |
| Rødven  |         | Rauma        | ca. 1200  |          |

### Vestfold og Telemark
| Kirke    | Billede | Kommune    | Byggeår     | Funktion       |
| Eidsborg |         | Tokke      | 1200-tallet | menighedskirke |
| Heddal   |         | Notodden   | 1200-tallet | brugskirke     |
| Høyjord  |         | Sandefjord | måske 1275  | menighedskirke |

### Trøndelag
| Kirke     | Billede                | Kommune                                           | Byggeår | Funktion     |
| Haltdalen | Haltdalen Stave Church | Holtålen; nu på Trøndelag Folkemuseum i Trondheim | 1170    | museumskirke |

### Vestland
| Kirke      | Billede | Kommune | Byggeår     | Funktion       |
| Borgund    |         | Lærdal  | 1150–1200   | museumskirke   |
| Hopperstad |         | Vik     | ca. 1130    | museumskirke   |
| Kaupanger  |         | Sogndal | ca. 1190    | menighedskirke |
| Undredal   |         | Aurland | 1147        | menighedskirke |
| Urnes      |         | Luster  | 1130        | museumskirke   |
| Røldal     |         | Odda    | 1200-tallet | Menighedskirke |

- Dessuden Fortun på Fantoft ved Bergen; brændt, genopbygget som en kopi og ikke på den officielle listen.

### Viken
| Kirke    | Billede | Kommune                            | Byggeår       | Funktion       |
| Flesberg |         | Flesberg                           | Efter 1111    | Menighedskirke |
| Gol      |         | Gol, nu på Norsk folkemuseum, Oslo | Efter 1216    | Museumskirke   |
| Nore     |         | Nore og Uvdal                      | Efter 1166–67 |                |
| Rollag   |         | Rollag                             | Før 1482      | Menighedskirke |
| Torpo    |         | Ål                                 | Efter 1192    |                |
| Uvdal    |         | Nore og Uvdal                      | Efter 1168    |                |